# Stefan Oster
Stefan Oster (Amberg, 3 de junio de 1965) es un sacerdote y obispo católico alemán, que se desempeña como el 85.º Obispo de Passau.

## Biografía

### Primeros años y formación
Oster nació el 3 de junio de 1965 en Amberg, una ciudad en Baviera, Alemania. 
Se graduó en el instituto de Neutraubling y más tarde hizo prácticas como editor de diarios y de la radio de 1984 a 1986. 
Desde 1988 empezó sus estudios en filosofía, historia y estudios religiosos en Regensburg, Kiel, en la Universidad Keele y la Universidad de Oxford. 
De 1990 a 1991 fue socio en el Programa Erasmo de la Unión Europea. 
Se graduó en Oxford en 1993 con un Máster de Estudios y un Máster de Artes en Regensburg  en 1994.

## Noviciado y ordenación
En 1995 Oster se unió a los Salesianos de Don Bosco y pasó un año en el noviciado en Jünkerath. 
De 1996 a 2000  estudió en la Universidad de Filosofía y Teología en Benediktbeuern. 
El 24 de julio de 1999 hizo la profesión perpetua. 
Fue ordenado sacerdote por Viktor Josef Dammertz, el obispo de Augsburgo, el 24 de junio de 2001.

## Logros académicos
En 2003 Oster recibió el premio Albertus Magnus por la Diócesis de Augsburgo y en 2004 el Vereins der Freunde por la Universidad de Augsburgo por su trabajo en su Tesis Doctoral. 
Empezó impartiendo filosofía en la Universidad de Filosofía y Teología en Benediktbeuern. Sus temas eran la Teoría de Conocimiento, Metafísica, Filosofía de lengua, Filosofía del diálogo y Filosofía de la persona.
En 2009, hizo el examen de habilitación en Teología Dogmática a través de la Facultad de Teología en la Universidad de Trier. La tesis de habilitación trató la relación entre la Persona y Transubstanciación bajo la supervisión de Rudolf Voderholzer. Fue nombrado profesor de Dogma e Historia del Dogma. Como dogmatistista, se centró principalmente en la Teología Sistemática, particularmente en el área de Cristología, Eclesiología y Mariología.
En julio  de 2013 la Universidad de Filosofía y Teología en Benediktbeuern cerró. Continuó impartiendo conferencias en el Katholische Stiftungsfachhochschule München. También enseñó en la Universidad de Ludwig Maximilian de Múnich.

## Episcopado

### Obispo de Passau
El 4 de abril de 2014, el papa Francisco lo nombró LXXXV Obispo de la Diócesis de Passau.
Su ordenación episcopal tuvo lugar el 24 de mayo en la Catedral de San Esteban en Passau por el Arzobispo de Múnich y Freising Cardenal Reinhard Marx; con Mons. Wilhelm Schraml, Obispo Emérito de Passau, y Mons. Alois Kothgasser, S.D.B., Arzobispo Emérito de Salzburgo.
Oster es el obispo alemán más joven. Stefan Oster escogió el lema "Victoria Veritatis Caritas" ("La victoria de la verdad es amor").

## Posiciones
En marzo de 2019, Oster dijo que puede haber también sacerdotes casados en la Iglesia católica.
Defiende el punto de vista tradicional de la Iglesia católica sobre la homosexualidad y es un crítico de propuestas de Intercomunión con protestantes. Aun así, defiende el derecho de los protestantes casados con un católico a participar en la Misa pero sin posibilidad para recibir la Eucaristía.